# کیم سون-یونگ (ورزشکار کرلینگ)
کیم سون-یونگ (انگلیسی: Kim Seon-yeong؛ زادهٔ ۱۸ مهٔ ۱۹۹۳) ورزشکار کرلینگ اهل کره جنوبی است.
از افتخارات وی می‌توان به کسب مدال نقره در بازی‌های المپیک زمستانی ۲۰۱۸ اشاره‌کرد.